# هرمان براون
هرمان براون (بالألمانية: Hermann Braun)‏ هو ممثل ألماني، ولد في 1 نوفمبر 1917 بنيويورك في الولايات المتحدة، وتوفي في 18 يناير 1945.

## وصلات خارجية
- هرمان براون على موقع IMDb (الإنجليزية)
- هرمان براون على موقع ألو سيني (الفرنسية)
- هرمان براون على موقع قاعدة بيانات الأفلام السويدية (السويدية)
- هرمان براون على موقع كينوبويسك (الروسية)